# Anna Brigadere
Anna Brigadere (født 1. oktober 1861 i Tērvete i Guvernement Kurland, død 25. juni 1933 i Tērvete i Letland) var en lettisk forfatter, som skrev komedier og dramaer deriblandt Fortællingen om Sprīdītis.
Hun skrev også fire selvbiografier deriblandt "Gud, natur, arbejde" (lettisk: Dievs, daba, darbs) om en lettisk kvindes liv i slutningen af 1800-tallet.